# When You're Gone (Shawn Mendes)
" When You're Gone " is een nummer van de Canadese zanger Shawn Mendes. Het werd als single uitgebracht via Island Records op 31 maart 2022. Het nummer werd zijn veertiende top 20 hit in de  Nederlandse Top 40 en de negende top 20 single in de Vlaamse Ultratop 50.

## Achtergrond en promotie
Mendes zong het nummer op 19 maart 2022 voor het eerst live tijdens zijn show op South by Southwest (SXSW) in Austin, Texas.  Hij kondigde het nummer aan door de week voor de aankondiging fragmenten van het nummer op de app TikTok  te plaatsen. 

## Videoclip
De officiële videoclip voor "When You're Gone" ging in première samen met de release van het nummer op 31 maart 2022. Het begint met een zwart-witresolutie waar Mendes het nummer aan het opnemen is in een studio en waarbij hij fans ontmoet. Terwijl het nummer van hem speelt, verandert het beeld in kleur. Drie dagen voor de release kondigde Mendes de video aan op de app TikTok, waarbij hij 'shirtless' danst, met het bijschrift: "dit is ongebruikelijk gedrag". 